# Svjatosjynsko-Brovarska-lijn
De Svjatosjynsko-Brovarska-lijn (Oekraïens: Святошинсько-Броварська лінія) was de eerste lijn van de metro van Kiev en opende in 1960, na een bouwtijd van elf jaar. De lijn loopt van het westen naar het oosten van de stad, bedient 18 stations en heeft een lengte van 22,7 kilometer. De reistijd van eindpunt naar eindpunt bedraagt ongeveer 38 minuten. De Svjatosjynsko-Brovarska-lijn heeft een volledig ondergronds tracé op de rechteroever van de Dnjepr, kruist de rivier door middel van een brug en ligt vervolgens tot het eindpunt Lisova bovengronds. Zijn naam dankt de lijn aan het stadsdeel Svjatosjyn (in het westen) en de Brovarskyj prospekt (Brovarylaan), de hoofdweg waarlangs de metrolijn op de linkeroever van de Dnjepr loopt. Op kaarten wordt de lijn meestal aangeduid met de kleur rood.

## Geschiedenis
In de tabel zijn de huidige namen van de stations gebruikt.
| Traject/station                             | Openingsdatum   | Lengte |
| ------------------------------------------- | --------------- | ------ |
| Vokzalna - Dnipro                           | 6 november 1960 | 5,2 km |
| Sjoeljavska - Vokzalna                      | 5 november 1963 | 3,3 km |
| Dnipro - Darnytsja                          | 5 november 1965 | 4,2 km |
| Darnytsja - Tsjernihivska                   | 4 november 1968 | 1,3 km |
| Svjatosjyn - Sjoeljavska                    | 5 november 1971 | 4,2 km |
| Tsjernihivska - Lisova                      | 5 december 1979 | 1,2 km |
| Teatralna (toegevoegd aan bestaand traject) | 6 november 1987 | n.v.t. |
| Akademmistetsjko - Svjatosjyn               | 24 mei 2003     | 3,3 km |

Station Teatralna werd later aan de lijn toegevoegd om overstappen op de Syretsko-Petsjerska-lijn mogelijk te maken.
Na de ontbinding van de Sovjet-Unie in 1991 werd de naam van een aantal stations gewijzigd:
- Zjovtneva → Berestejska
- Zavod "Bilsjovyk" → Sjoeljavska
- Leninska → Teatralna
- Komsomolska → Tsjernihivska
- Pionerska → Lisova

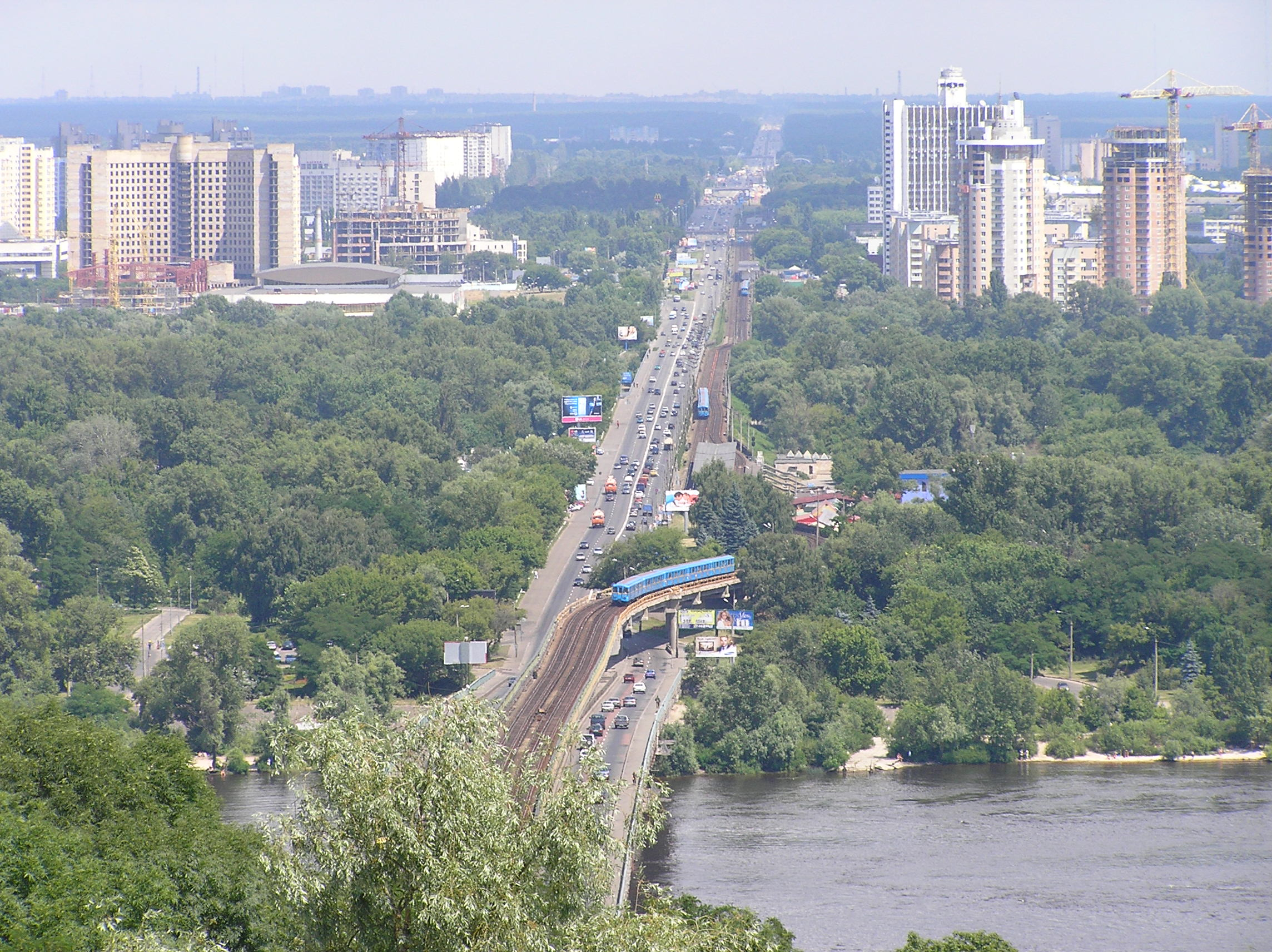
De Svjatosjynsko-Brovarska-lijn ligt op de linkeroever van de Dnjepr bovengronds
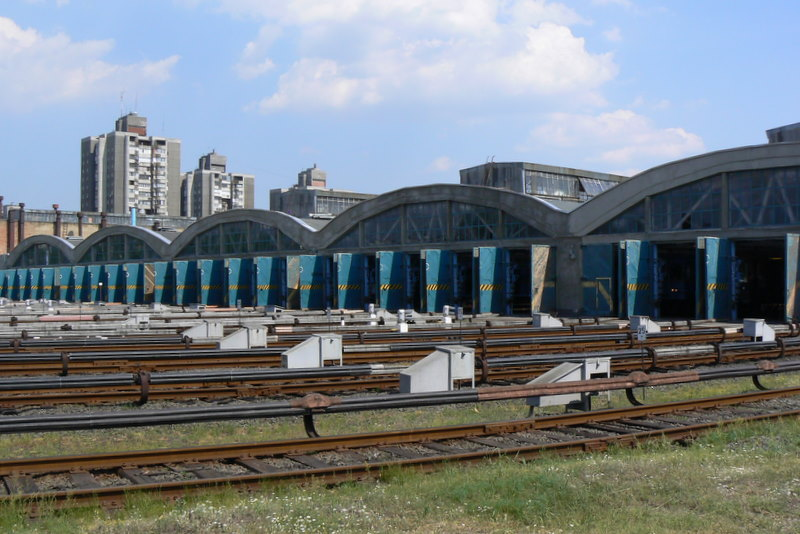
Het depot van de lijn bij Darnytsja
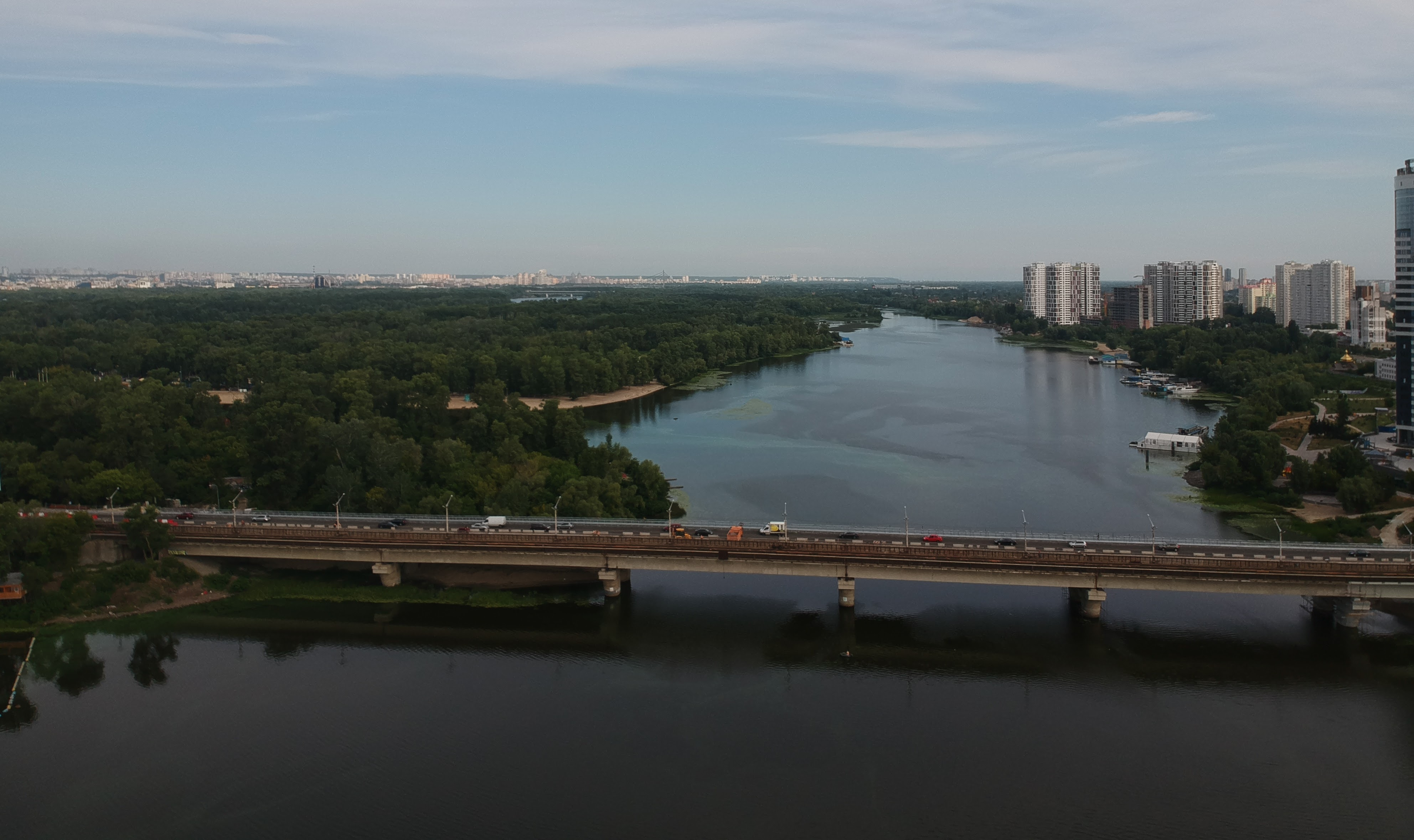
De brug tussen Hidropark en de linkeroever

## Stations
De stations van de Svjatosjynsko-Brovarska-lijn, met name de vijf oudste, behoren tot de rijkst gedecoreerde van de Kievse metro. Het in een heuvel gelegen station Arsenalna is met een diepte van 102 meter onder de oppervlakte een van de diepste metrostations ter wereld. Binnen een overstapcomplex hebben de stations per lijn een andere naam.
| Station                                          | Overstappunt           | Foto * | Type                         | Geopend         | Ligging                        | Stationscode |
| ------------------------------------------------ | ---------------------- | ------ | ---------------------------- | --------------- | ------------------------------ | ------------ |
| Akademmistetsjko Академмістечко                  |                        | 110 !  | ondiep gelegen zuilenstation | 24 mei 2003     | 50° 27′ 53″ NB, 30° 21′ 19″ OL | 110          |
| Zjytomyrska Житомирська                          |                        | 111 !  | Enkelgewelfdstation          | 24 mei 2003     | 50° 27′ 21″ NB, 30° 21′ 52″ OL | 111          |
| Svjatosjyn Святошин                              |                        | 112 !  | ondiep gelegen zuilenstation | 5 november 1971 | 50° 27′ 27″ NB, 30° 23′ 21″ OL | 112          |
| Nyvky Нивки                                      |                        | 113 !  | ondiep gelegen zuilenstation | 5 november 1971 | 50° 27′ 31″ NB, 30° 24′ 16″ OL | 113          |
| Berestejska Берестейська                         |                        | 114 !  | ondiep gelegen zuilenstation | 5 november 1971 | 50° 27′ 31″ NB, 30° 25′ 12″ OL | 114          |
| Sjoeljavska Шулявська                            |                        | 115 !  | Pylonenstation               | 5 november 1963 | 50° 27′ 18″ NB, 30° 26′ 44″ OL | 115          |
| Politechnitsjny instytoet Політехнічний інститут |                        | 116 !  | Pylonenstation               | 5 november 1963 | 50° 27′ 3″ NB, 30° 27′ 58″ OL  | 116          |
| Vokzalna Вокзальна                               |                        | 117 !  | Pylonenstation               | 6 november 1960 | 50° 26′ 30″ NB, 30° 29′ 16″ OL | 117          |
| Oeniversytet Унівеситет                          |                        | 118 !  | Pylonenstation               | 6 november 1960 | 50° 26′ 39″ NB, 30° 30′ 21″ OL | 118          |
| Teatralna Театральна                             | (Zoloti vorota)        | 119 !  | Pylonenstation               | 6 november 1987 | 50° 26′ 43″ NB, 30° 31′ 5″ OL  | 119          |
| Chresjtsjatyk Хрещатик                           | (Majdan Nezalezjnosti) | 120 !  | Pylonenstation               | 6 november 1960 | 50° 26′ 50″ NB, 30° 31′ 25″ OL | 120          |
| Arsenalna Арсенальна                             |                        | 121 !  | Pylonenstation               | 6 november 1960 | 50° 26′ 40″ NB, 30° 32′ 44″ OL | 121          |
| Dnipro Дніпро                                    |                        | 122 !  | Viaductstation               | 6 november 1960 | 50° 26′ 29″ NB, 30° 33′ 34″ OL | 122          |
| Hidropark Гідропарк                              |                        | 123 !  | Talud                        | 5 november 1965 | 50° 26′ 45″ NB, 30° 34′ 37″ OL | 123          |
| Livoberezjna Лівобережна                         |                        | 124 !  | Viaductstation               | 5 november 1965 | 50° 27′ 7″ NB, 30° 35′ 54″ OL  | 124          |
| Darnytsja Дарниця                                |                        | 125 !  | Maaiveld                     | 5 november 1965 | 50° 27′ 22″ NB, 30° 36′ 47″ OL | 125          |
| Tsjernihivska Чернігівська                       |                        | 126 !  | Uitgraving                   | 4 november 1968 | 50° 27′ 35″ NB, 30° 37′ 50″ OL | 126          |
| Lisova Лісова                                    |                        | 127 !  | Maaiveld                     | 5 december 1979 | 50° 27′ 53″ NB, 30° 38′ 45″ OL | 127          |

* De sorteerwaarde van de foto is de ligging langs de lijn

## Materieel
Voor de dienst op de Svjatosjynsko-Brovarska-lijn zijn er 49 vijfrijtuigtreinen beschikbaar. De metrolijn beschikt over een depot (№ 1) nabij station Darnytsja. Voordat de lijn de linkeroever van de Dnjepr bereikte werden de treinstellen ondergebracht in een omgebouwde tramremise onder het station Dnipro.

## Toekomst
Verlengingen van de lijn zijn niet gepland, wel staan renovatie van oudere stations en de bouw van extra uitgangen op het programma.